# Loo Hardy
Charlotte "Loo" Hardy (nacida como Charlotte Noa; 11 de enero de 1898 – 23 de abril de 1938) fue una actriz de cine alemana de la época del cine mudo. Más tarde emigró a Inglaterra, donde murió por suicidio a causa de una sobredosis de narcóticos.

## Muerte
El cuerpo de Noa fue encontrado en su piso de Cleveland Square, Paddington. El 26 de abril de 1938 se llevó a cabo una investigación en la que se hizo referencia a ella como Mrs Charlotte Levi. El juez de instrucción determinó que estaba en descubierto en el banco, que se había retrasado en el pago del alquiler, que había recibido un último requerimiento de pago del impuesto sobre la renta y que los comerciantes se negaban a suministrarle mercancías si no era en efectivo; y que se había suicidado por envenenamiento con narcóticos.

## Filmografía seleccionada
- The Clan (1920)
- Catherine the Great (1920)
- Wibbel the Tailor (1920)
- Berlin W. (1920)
- The Voice (1920)
- Jim Cowrey is Dead (1921)
- Raid (1921)
- The Story of a Maid (1921)
- Miss Beryll (1921)
- Yellow Star (1922)
- The Enchantress (1924)
- The Old Ballroom (1925)
- The Eighteen Year Old (1927)
- Road to Rio (1931)